# Плавунчик рыжеголовый
Плавунчик рыжеголовый (лат. Haliplus ruficollis) — вид жесткокрылых насекомых из семейства плавунчиков. Распространён на большей части территории Европы восточнее до Сибири. Эти насекомые населяют пресноводные водоёмы, главным образом реки и ручьи. Личинки питаются на водорослях. Имаго — всеядные.
Длина тела имаго 2,5—3 мм. Тело короткое, широкое, яйцевидное; охрового, рыжевато-коричневого или рыжего цвета, за исключением черноватой вершины. Усики и щупики жёлтые или рыжевато-коричневые. Бороздки надкрылий черноватые в умеренно сильной, часто густо усеянной пунктировке; первые точки у основания надкрылий не расширенные; в бороздке обычно менее 40 точек.